# Dvojí značení
Dvojí značení je způsob značení syntaktických vztahů, při kterém se gramatické příznaky vztahu vyznačují jak hlavní, tak závislý prvek vztahu.
Alternativou dvojího značení je značení na řídicím členu, značení na závislém členu a nulové značení.

## Historie termínu
Pojem typu (ale také lokusu) značení představila v roce 1986 Johanna Nichols ve svém článku Head-marking and dependent-marking grammar, kde navrhla dvě základní metody: značení na řídicím členu a značení na závislém členu. Pojem dvojího značení se objevil v její knize Linguistic Diversity in Space and Time.
Podle údajů ve „Světovém atlase jazykových struktur“ se dvojí značení vyskytuje méně často než dva výše uvedené základní typy, a převládá převážně na americkém kontinentu, v Austrálii a na ostrovech jihovýchodní Asie. Kromě toho se v některých jazycích (např. v tatarštině) objevuje v některých konstrukcích, ale není dominantní. Proto někteří výzkumníci proto s tímto konceptem neoperují a omezují se na dva nejběžnější typy (značení na řídicím a značení na závislém členu).

## Varianty projevu druhu značení v jazyce
| Konstrukce           | Řídicí člen                 | Závislý člen       | Popis (WALS)                           |
| -------------------- | --------------------------- | ------------------ | -------------------------------------- |
| Posesivní            | Podstatné jméno (vlastněný) | Posesor (vlastník) | Značení v posesivní substantivní frázi |
| Atributivní          | Podstatné jméno             | Přídavné jméno     |                                        |
| Prepozice/postpozice | Předložka/záložka           | Komplement         |                                        |
| Predikát             | Sloveso                     | Argumenty slovesa  | Značení v klauzi                       |

Pro charakterizaci jazyka se za důležité obvykle považuje typ značení v posesivní substantivní frázi a v predikaci (klauzi).
Existují jazyky, které důsledně používají dvojí značení např. inuktitutština, ve které pozorujeme podobnou strategii při značení syntaktické závislosti jak v predikaci, tak v substantivní frázi.
Je třeba poznamenat, že jeden jazyk může v různých typech syntaktických konstrukcí používat různé typy značení. Johanna Nichols a Balthasar Bickel považují za jazyky používající převážně dvojí značení pouze ty, v nichž je dvojí značení použito u obou členů posesivní substantivní fráze a u přímého předmětu tranzitivního slovesa.

## Dvojí značení v různých syntaktických složkách

### Substantivní skupina

#### Posesivní konstrukce
V posesivní substantivní frázi je hlavním prvkem podstatné jméno, označující vlastněný prvek, zatímco závislý člen je jméno označující vlastníka.
Ruština v tomto případě používá značení na závislém členu (například ve spojení člun člověka je druhý prvek vyznačen genitivem, zatímco první člen žádné příznaky syntaktické závislosti nemá), ale například v abcházštině je označen řídicí prvek, a v inuktitutštině jsou označeny obě složky.
| Inu[k]-up        | umia[q]-ngik   |
| inuit-POSS       | člun-POSS.DUAL |
| dva čluny Inuita |                |

V tomto případě je slovní tvar „inuit“ nese příznak vlastníka, a tvar slova „člun“ příznak, který kombinuje význam vlastněného a dvojného čísla.
- Poznámka: Fonémy, které nejsou vyjádřeny redukovatelným slovním tvaru konkrétního jazyka, ale jsou přítomné v hloubkové reprezentaci odpovídajícího morfému, jsou uvedeny v hranatých závorkách.

#### Atributivní konstrukce
Výskyty příznaku podstatného jména, který indikuje přítomnost závislého adjektiva jsou velmi vzácné, proto se v atributivních konstrukcích dvojité značení i značení na řídicím členu vyskytuje zřídka.
Příkladem dvojího značení je fráze v jazyce toro tegu (dogonské jazyky), ve kterém se při přítomnosti několika závislých přídavných jmen u podstatného jména značkuje první z nich a samo podstatné jméno. Značkování se projevuje snížením tónu posledního slova lexému, proto v tomto případě nejsou vyznačeny jednotlivé morfémy.
| jìrò           | pìrù      | jɛ́m   |
| oko. REL       | bílý. REL | černý |
| tmavé bílé oči |           |       |

- Poznámka: REL je pád označující podstatná jména, která jsou rozvita přídavným jménem; porovnáván pádu, používaný pro značkování jaderných argumentů slovesa.

Při přítomnosti pouze jednoho závislého adjektiva se používá značení pouze na řídicím členu: např. ve spojení tùwò jɛ́m „černý kámen“ je pouze podstatné jméno označeno snižujícím se tónem, zatímco přídavné jméno žádný příznak nemá.

#### Předložková konstrukce
Dvojí značení v předložkové skupině má např. estonština, v níž existují záložky, které řídí podstatné jméno v konkrétním pádu (obvykle v genitivu). Například
| lau[d]-a    | pea-le | panna |
| stůl-GEN    | na-ALL | dát   |
| dát na stůl |        |       |

| lau[d]-a      | pea-lt | ära võtta |
| stůl-GEN      | na-ABL | vzít      |
| vzít ze stolu |        |           |

### Predikace
Dvojí značení v predikaci se používá v inuktitutštině. Spolu s polysyntetickými konstrukcemi, které jsou příkladem značení na řídicím členu, lze také nalézt takovéto fráze:
| Qimi[q]-up           | arnaq- ø | mali[k]-qqau-janga     |
| pes-ERG              | žena-ABS | následoval-PST-3SG→3SG |
| Pes následoval ženu. |          |                        |

Spolu s pádovým značkováním slovesných aktantů existuje také tranzitivní zakončení slovesa -janga, které vyjadřuje osobu a číslo agenta a patienta (v tomto případě jsou oba ve třetí osobě jednotného čísla).
Zajímavé je, že vypuštěním obou podstatných jmen z věty se promění frázi v formální příklad značení na řídicím členu: maliqqaujanga by jednoduše znamenalo „on/ona následoval(-a) jeho/ji“. Tato situace je příkladem úplného značení na řídicím členu, při němž není omezen počet aktantů, které jsou vyznačeny ve slovesném tvaru.

## Projevy dvojího značení v evropských jazycích
Navzdory tomu, že ruština je považována za jazyk se značením převážně na závislém členu, jsou v ní přítomny také jednotlivé projevy dvojího značkování syntaktických vztahů, konkrétně výraz ve slovesném tvaru gramatických kategorií jednoho z jeho aktantů – shoda slovesa s podmětem v rodu, osobě a čísle. Jak poznamenal Jakov Georgijevič Testělev, podobný projev lze najít v řadě evropských jazyků. Například v řecké frázi
| οι              | φοιτητ-ές      | λέ-νε           |
| ART.M.NOM.PL    | student-NOM.PL | mluvit. PRS-3PL |
| studenti říkají |                |                 |

nesou oba prvky vztahu (předmět i přísudek) příznak množného čísla.